# 2023年5月中國大陸

## 5月1日
- 上午6時34分許，印尼峇里省巴東縣南庫塔區金巴蘭海灘（英语：Jimbaran）峇里島洲际酒店（InterContinental hote）发生命案，造成2人死亡，其中為男性游客和女性游客，均為中国公民。當時2名死者均全身赤裸。2人生前是情侣关系。男性名为Li Chiming，广西桂林平乐附城人，於1998年出生，時年25歲；女性名为Cheng Jianan，江西九江浔阳八里湖人，於2001年出生，時年22歲，為南昌工學院學生，剛畢業。此事件引发中国人民关注[1][2][3][4]。
- 上午8時36分，山东省聊城市高新区顾官屯镇中化集团魯西化工雙氧水生產區發生爆炸事故[5][6]，造成9人死亡、1人受傷、1人失聯。中午12時20分火勢已撲滅[7]。

## 5月2日
- 下午2時許，陝西龍翼通用航空的一架小型民用直升機在陝西省西安市灞桥区白鹿原白鹿倉景區北部的狄寨街道風光路附近墜毀，造成3人死亡、1人受傷[8][9]。機上共4人，其中3人是遊客，為一家三口[10]。
- 《上游新聞》、《明報》等多家媒體報導：因推進“退林还耕”政策，花費400多億元人民幣打造的成都環城綠道遭拆除[11][12][13]成都市相關部門於該日回應稱：環城綠道全鏟平種田的消息是假的，不符合事實。事實是環城生態區於2020年起對撂荒耕地展開土地綜合整治和配套設施建設[14][15][16]。

## 5月3日
- 該年五一假期，文化和旅游行业复苏势头强劲，全国假日市场平稳有序。经文化和旅游部数据中心测算，全国国内旅游出游合计2.74亿人次，同比增长70.83%，按可比口径恢复至2019年同期的119.09%；实现国内旅游收入1480.56亿元，同比增长128.90%，按可比口径恢复至2019年同期的100.66%[17]。

## 5月4日
- 凌晨5時許，江苏省無錫市江阴市澄江街道毗陵東路鉑領公館附近发生枪击事件，造成2人受伤，其中傷者是開礦的大富豪周國清，另1人是圍觀的牛肉店老闆。2名嫌犯為56歲的陳某偉和43歲的耿某。嫌犯持槍逃離現場後，警方在江陰市花山區域展開行動。10日下午4時許，警方在花山一處懸崖下的灌木叢中發現2具男性遺體以及自製槍械，經現場勘查、屍體檢驗及DNA比對，確認遺體是該起槍擊案的嫌犯陳某偉和耿某。槍枝為自製的鋼彈珠槍。作案動機是因為錢。事件中無人死亡[18][19][20][21]。

## 5月6日
- 據江西省應急管理廳發布統計訊息，5日至6日下午5時，此輪暴雨災害已造成抚州市、吉安市、宜春市、新余市、萍鄉市、上饒市6個設區市29個縣（市、區，含功能區），共29.3萬人受災[22]，緊急轉移安置1萬人，需緊急生活救助1,026人。也造成2.3億人民幣的經濟損失[23]。

## 5月7日
- 凌晨1時40分許，4名當地基層公務員在福建省龍岩市新罗区龍川溪一座橋上查看水情時，橋樑突然垮塌，造成4人落水失聯，落水者中3人為街道幹部，1人為村幹部，年紀最小的為25歲。目前救援進行中。事發橋樑建於1983年，橋樑垮塌原因疑是龍岩市新羅區連日遭特大暴雨襲擊，導致當地龍川溪水位暴漲[24][25]。
- 南京女大学生遇害案主犯洪峤经云南省高级人民法院核准，西双版纳傣族自治州中级人民法院依法定程序对洪峤执行死刑[26]。

## 5月9日
- 中国外交部宣布将加拿大驻上海总领馆领事甄逸慧列为“不受歡迎人物”，要求其5月13日前离开中国[27]。

## 5月11日
- 辽宁省丹东市东港市椅圈镇马家岗村发生一起持刀杀人案件，造成11人死亡，2人受伤，伤亡者中5户居民被攻击，其中包括老夫妻、年轻夫妻、一对母女以及2家的媳妇。嫌疑人金姓男子是村里的普通农民，因土地纠纷与邻里村民产生矛盾，先后袭击多户人家。嫌疑人金姓男子生於1960年，時年64岁，属猪，居住在马家岗村万和小队，其有一个儿子在外地工作，孙子已10几岁[28][29][30]。

## 5月12日
- OPPO關閉旗下集成电路设计公司哲庫科技（ZEKU），3,000人團隊全部解散，終止晶片研發[31][32][33]。
- 恒大集團創辦人许家印列被執行人，案涉60億元人民幣[34][35][36]。
- 晚間11時40分許，安徽省安慶市岳西县天堂鎮衙前河東山橋發生輕生事件，造成3人死亡，其中死者為王姓女子、8歲儲姓女兒、2歲儲姓女兒。當天晚間，王姓女子帶2名8歲和2歲的女兒外出，其於晚間11時40分許用家中拿的繩帶，將女兒們綁在自己身上，在東山橋下投河溺水身亡[37]。

## 5月13日
- 于5月14日至21日举办的2023年苏迪曼杯羽毛球赛在江苏省苏州市苏州工业园区苏州奥林匹克体育中心正式开始，为继2015年世乒赛、2016年汤尤杯后，第三个落户苏州的国际A类赛事。共有16个国家的220余名运动员参赛，预计现场观赛人数近10万人次[38]。
- 下午2时许，山西省吕梁市兴县奥家湾乡沟门前村发生重大刑事案件，造成7人死亡、11人受伤，死者为裴某英、蒋某龙、蒋某宸以及4名行人，伤者为郭某英以及1名出警人员和13名行人。犯罪嫌疑人郭某亮为男性，时年27岁；郭某英为女性，时年21岁。犯罪嫌疑人郭姓男子因感情纠纷将郭姓女子致伤，后将郭姓女子的婆婆（裴某英）、丈夫（蒋某龙）、儿子（蒋某宸）杀害。随后，郭姓男子驾驶一辆白色小轿车逃窜至蔚汾镇蔚汾东路，于下午2时50分许将1名出警人员和13名行人撞倒[39]。

## 5月16日
- 凌晨3時許，中國籍漁船“魯蓬遠漁028”在印度洋中部海域沉没，造成39名船員失聯，其中17人為中國籍、17人印尼籍、5人菲律賓籍[40][41][42]。
- 上午11時19分許[43]，湖北省恩施州宣恩县珠山鎮狮子关景区廊桥遗梦浮桥發生嚴重事故，造成5人死亡、3人受傷。當時該輛黑色中型客車在浮橋上行駛途中衝出欄杆後沉沒。該輛客車為9人座車型，事故時車上有8人。相關單位懷疑事故原因是超速導致，詳細經過待釐清[44]。

## 5月17日
- 北京市通州區警方於該日通報一起人大附中通州校區命案，共造成3人死亡、3人受傷，死者為該校高中部副校長以及60歲男子焦某某、55歲女子王某某夫妻，傷者為51歲母親曹某、17歲女同學張某某以及1名數學老師。該校通州校區一名17歲張姓高二學生於同月14日晚間涉嫌將夫妻鄰居殺害，在隔天15日上午8時許將其母親擊昏，隨後在課堂上毆打1名女同學，並將43歲男老師囤某、53歲男老師高某打傷。一張人大附中通報的內部情形截圖，文中稱該學生名為“張童”，居住在宋庄镇通怀路後北營家園三區[45][46][47]。
- 北京市文化和旅游局通报，笑果文化及其演员李昊石（藝名：HOUSE）篡改演出申报内容，于5月13日下午、晚上连续两场“笑果脱口秀”演出中出现严重侮辱解放军的情节，造成恶劣社会影响，对笑果文化开罚超过1335万人民币，并警告、没收其所得逾1325萬人民币，同时决定无限期暂停笑果文化在北京所有演出活动[48]。

## 5月22日
- 于北京召开的《习近平著作选读》第一卷、第二卷出版座谈会上，中共中央政治局常委、中央书记处书记蔡奇说，要深入开展主题教育，把《习近平著作选读》学习运用工作组织好、安排好，“推动习近平新时代中国特色社会主义思想入脑入心入魂”，并要求“学出政治忠诚，学出使命担当，学出实干精神，学出深厚情怀，学出斗争本领，学出清醒坚定”[49]。

## 5月25日
- 中國最大討債公司「湖南永雄資產管理集團有限公司」宣佈停業。永雄集團在微信發布《告全體員工書》稱遭安徽省警方「跨省執法」帶走179名員工[50][51][52]。

## 5月27日
- 云南省玉溪市通海县纳古镇纳家营村纳家营清真寺被該鎮政府派人强行拆除阿拉伯式圓頂，引起当地伊斯兰教徒不满，进而与警员发生冲突[53][54]。

## 5月31日
- 晚间8时02分，江苏省南通市通州區川姜镇川港社區小閘路一家家用紡織品加工厂发生命案，造成2人死亡，死者為一對母子。犯罪嫌疑人郇姓男子持刀将朱姓女子、刘姓男子2人捅死。該日晚间，嫌疑人向公安机关投案，警方已对其采取刑事强制措施。犯罪嫌疑人為36岁男子郇某，被害者為51岁女子朱某、24岁男子刘某。事發過程僅1分鐘。凶器為一把水果刀。事發原因為欠薪纠纷。犯嫌為一名來自貴州省的打工人，被該家工廠拖欠3,000元加工費，一直討要無果，因而行凶殺人。被害者為來自河南省的一對母子，在當地從事床上用品代加工工作已經2、3年。6月2日，通州区公安局发布警情通报[55][56][57]。